# Rock Werchter
Rock Werchter ist ein Musikfestival, das seit 1974 in Werchter in Belgien jährlich zwischen Ende Juni und Anfang Juli stattfindet.

## Überblick
Rock Werchter gehört neben Sziget, dem Glastonbury Festival und dem Roskilde-Festival zu den vier größten jährlich stattfindenden Musikfestivals Europas. Es wurde 2003, 2005, 2006 und 2007 mit dem Arthur Award als bestes Festival der Welt ausgezeichnet. Seit 2014 ist es ausgelegt für 88.000 Besucher täglich, insgesamt besuchten rund 149.500 Menschen das Festival.

## Geschichte
Torhout-Werchter (1974 bis 1998)
Das erste Festival fand 1974 noch als ein Eintagesevent statt. Mit den Jahren entwickelte sich Torhout-Werchter zu einem der größten Musikfestivals in Belgien. 1985 wurde das belgische Radsportteam Tönissteiner–TW Rock–BASF gesponsert, welches an der Tour de France 1985 teilnahm. Erst ab 1996 fand Torhout-Werchter an zwei Tagen statt. Es war damals ein Doppelfestival an zwei verschiedenen Orten, Torhout und Werchter.
Rock Werchter (1999 bis heute)
Ab 1999 fand das Festival dann nur noch in Werchter statt. Ab 2000 dauerte das Festival drei Tage und seit 2003 vier Tage. Während dieser Zeit wurde das Festival viermal mit dem Arthur Award ausgezeichnet.